# Овакимян, Размик
Размик Овакимян (Размиг Овагимян, англ. Razmig Hovaghimian; 1975, Каир, Египет) — американский предприниматель, партнёр венчурной компании Graph Ventures, управляющий Play Time — холдингом, созданным футболистом Лионелем Месси для инвестиций в спорт, СМИ и технологии по всему миру. Исполнительный председатель, соучредитель и бывший генеральный директор международного сайта потокового онлайн-видео Viki. После приобретения Viki компанией Rakuten, Овакимян стал старшим исполнительным директором Rakuten по глобальному контенту и наблюдателем в совете директоров.
Бывший вице-президент NBCUniversal. Соучредитель и совладелец патента Embrace. Получил награду «Пионер технологий» Всемирного экономического форума и был назван Forbes «Инноватором следующего поколения». Его называют одним из самых влиятельных сил на мировом технологическом рынке и создателем революционных стартапов.

## Биография
Размик Овакимян родился в Каире, Египет, в семье армян.
В 1991 году, в 16 лет, оставляет семью и иммигрирует в Лос-Анджелес в поисках лучшего образования. В 1991—1993 годах учится в старшей школе, работает в метро и в ночную смену на заправочной станции, чтобы прокормить себя.
В 1993—1995 годах открывает ночную службу доставки пиццы, используя кухню пекарни в нерабочее время. Компания терпит неудачу. Овакимян начинает экспорт подержанных джинсов Levi's в Европу. Однако это также не удается и он подаёт заявление и поступает в Калифорнийский университет в Беркли. В 1999 году оканчивает его  по специальности «Политическая экономия промышленных обществ» и по специальности «Бизнес-администрирование».
В 1999 году поступает на должность бизнес-аналитика в консалтинговую фирму Mitchell Madison Group. В 2000 году компания отправляет его в Токио, чтобы помочь начать стратегическую практику Dentsu Denstu MarchFirst.
В 2005 году Овакимян начинает обучение по программе MBA в Высшей школе бизнеса Стэнфорда.
В 2006 году проводит лето и осень, живя в палатке в Южном Судане, работая на ООН в рамках программы развития устойчивого бизнеса. В 2007 году вернувшись из Судана, чтобы получить степень MBA в Стэнфорде, Овакимян становится соучредителем некоммерческой организации. Его команда разрабатывает инкубатор для младенцев, используя технологию космического скафандра НАСА, позволяющую согревать младенцев без электричества. Команда находит способ производить каждый инкубатор по цене 25 долларов США. В конце концов Овакимян перешёл на должность члена совета директоров.
В 2007 году он начинает работать в NBCUniversal в отделе стратегических инициатив после окончания Стэнфорда.
В 2008 году, объединившись с друзьями из Стэнфорда, Овакимян начинает работу над стриминговым сервисом Viki. Они используют API YouTube, чтобы волонтеры-фанаты переводили видео на их родной язык, предоставляя им данные для технологии изучения языка для создания субтитров.
В 2009 году он назначен старшим вице-президентом International Studio Ventures, отвечающим за финансовый план и партнёрские отношения. Овакимян и его команда замечают большую популярность азиатских драм на Viki. Он также предвидит, что традиционные развлекательные студии могут расти только в том случае, если они глубже проникнут на мировые рынки.
В 2009 году он покидает NBCUniversal, чтобы полностью сосредоточиться на Viki.
В 2010 году Овакимян и его соучредители привлекли 4,3 млн долл. в рамках серии А от Greylock Partners Рейда Хоффмана, Андриссена Горовица, тогдашнего главного операционного директора Facebook Шерил Сэндберг и других. Они официально открыли штаб-квартиру в Сингапуре, чтобы оставаться ближе к азиатскому рынку, и чтобы Овакимян мог быть рядом со своей тогдашней невестой и будущей женой, пока она училась в аспирантуре.
В 2011 году команда Viki продолжает развивать азиатский рынок потокового телевидения и фильмов. Она привлекла 20 млн долл. в виде финансирования серии B от BBC и Planet SK. В этом же году соучредители Овакимяна покидают Viki, чтобы основать новую компанию в Южной Корее. Viki инвестирует в компанию, а Овакимян входит в её совет директоров, но теперь является единственным основателем, который по-прежнему возглавляет организацию, поскольку число клиентов стремительно растёт.
В 2013 году Viki поддерживает 163 языка и более 400 миллионов слов с субтитрами благодаря волонтерам из 22 миллионов пользователей.
В 2013 году Viki добавляет армянского основателя Sling Media Блейка Крикоряна и генерального директора SurveyMonkey Дэйва Голдберга в качестве новых инвесторов, добавив более 24 миллионов долларов. Чтобы продолжать конкурировать с Amazon и Netflix, японский гигант Rakuten покупает Viki за 200 млн долларов.
В 2014 году Viki растёт до более чем 30 миллионов активных пользователей в месяц в более чем 200 странах. Овакимян присоединяется к фонду ранней стадии Graph Ventures в качестве партнёра. В этом же году Forbes включил Овакимяна в свой список инноваторов нового поколения 2014 года.
В 2015 году Овакимян покидает пост генерального директора Viki и присоединяется к Rakuten в качестве старшего исполнительного директора, курирующего цифровое видео во всей компании и становится наблюдателем совета компании.
В 2016 году Rakuten становится официальным спонсором ФК Барселона, клуба Лионеля Месси.
В 2016 году Овакимян запускает Ripple News, который сочетает машинное обучение с местными сигналами для создания местных редакционных новостей для недостаточно обслуживаемых рынков. Он переименован в Pixel Labs, который вскоре приобретает Hoodline. Они начинают создавать статьи для ABC, MSN, Yahoo.
В 2017 году Овакимян встречает Месси и его семью в нераскрытой истории.
В 2019 году Nextdoor, приложение, ориентированное на информацию для местных сообществ, приобретает Hoodline, чтобы интегрировать редакционные статьи в свой продукт.
В 2021 году Овакимян является соучредителем Matchday, стартапа, ориентированного на объединение блокчейна с футбольными коллекционными предметами и играми. В этом же году Лионель Месси привлекает Овакимяна для управления своей холдинговой компанией по инвестированию в спорт, СМИ и технологии. Они называют это Play Time Sports-Tech Holdco. Новая компания использует Matchday, чтобы ускорить запуск.
В 2022 году в преддверии чемпионата мира по футболу в Катаре 2022 года Месси и Овакимян объявляют о создании новой компании и о приобретении доли в футбольном технологическом стартапе AC Momento, который продает игровые майки.